# Dido and Aeneas

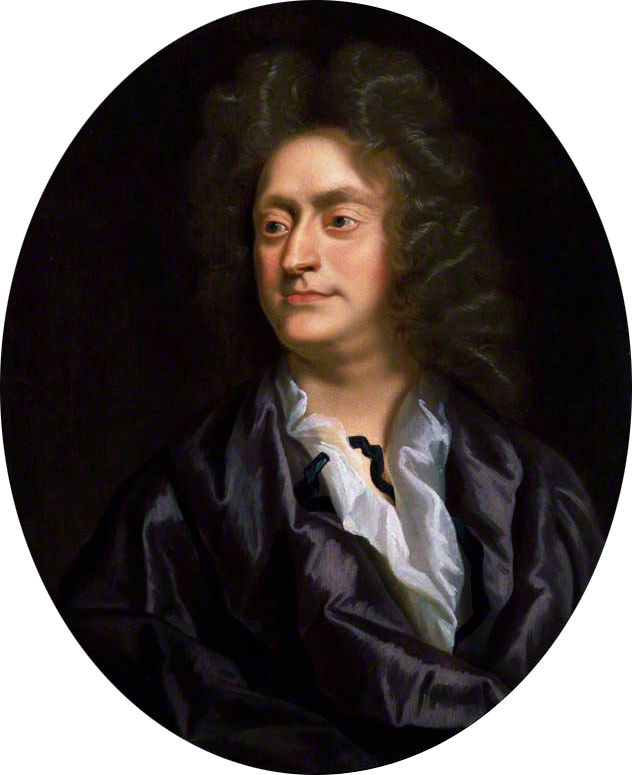
Henry Purcell

Dido and Aeneas is een kameropera van Henry Purcell. De eerste bekende opvoering was in 1688. Het is een bekend werk, dat ook in het buitenland, zowel door professionele musici als amateurs graag wordt uitgevoerd.
Tegenwoordig wordt onder 'opera' meestal een muziekstuk met zang verstaan, zonder gesproken tekst. Vandaar dat Dido and Aeneas ten onrechte Purcells enige opera wordt genoemd. Het stuk is echter een kamer-opera, die rond 50 minuten duurt. In de tweede helft van de 17e eeuw ontstond in Engeland de semi-opera, die mede voortvloeide uit het genre van de masque. Na Dido and Aeneas componeerde Purcell vijf van dergelijke semi-opera's, waarin de invloed van de Engelse masque duidelijk aanwezig is.

## Oorsprong
Purcell schreef zijn Dido vermoedelijk in samenwerking met de balletleraar Josias Priest, wiens vrouw in Chelsea een Boarding School for Young Gentlewomen had gesticht; dat zou verklaren waarom de opera nauwelijks mannenrollen bevat en veel dansen — behalve Aeneas werden alle rollen door de leerlingen gezongen. Het libretto nam Nahum Tate voor zijn rekening, die later poet laureate zou worden en met wie Purcell vaker samenwerkte, ofschoon hij diens teksten om metrische redenen geregeld aanpaste. Tate bewerkte een van zijn eigen stukken, Brutus of Alba, uit 1678.
Dido and Aeneas wordt vaak als Purcells meesterwerk beschouwd, en de sterfscène van Dido met de aria When I am Laid in Earth (Dido's Lament), is een klassieke aria uit het barokrepertoire. De sombere melodie is op de tekst afgestemd, zoals gebruikelijk in barokopera's. Purcell maakt hierbij gebruik van een Lamento bas (chromatisch dalende geharmoniseerde baslijn) die de dood symboliseert.

## Synopsis
Het verhaal is losjes gebaseerd op het epos Aeneis van Vergilius.

### Eerste bedrijf
Aeneas, die Troje is ontvlucht, arriveert in Carthago, waar koningin Dido hem op haar paleis ontvangt. Zij vat amoureuze gevoelens op voor de held, en wordt daarbij aangemoedigd door haar zus en dienares Belinda.

### Tweede bedrijf
Een tovenares met een gevolg van heksen die de koningin haten omdat het haar goed gaat, zweert om haar geluk te verstoren: zij wekken een grote storm op, zodat Aeneas - die, na de nacht met Dido te hebben doorgebracht, nu in het veld op jacht is en zojuist een monster heeft gedood - van de troep wordt afgezonderd, terwijl Dido en haar gevolg terug naar de stad vluchten. Een vertrouwde elf van de hoofd-tovenares, vermomd als de god Mercurius, spoort Aeneas aan naar Italië te vertrekken: Jupiter zou hem dat bevelen. Aeneas is immers op weg om een nieuwe stad te stichten: Rome! Met immense tegenzin en wroeging aanvaardt Aeneas deze opdracht. De tovenaressen zingen een overwinningskoor, gevolgd door een dans (waarvan de muziek verloren is gegaan).

### Derde bedrijf
Aeneas' matrozen brengen alles in gereedheid om te vertrekken, tot grote vreugde van de boosaardige tovenares en de heksen. Wanneer Aeneas in tranen afscheid wil nemen van Dido, beschuldigt zij hem van schijnheiligheid. Ten langen leste besluit Aeneas, tegen het vermeende goddelijke bevel in, alsnog in Carthago te blijven, maar Dido stuurt hem kordaat de laan uit. Dido sterft van verdriet, maar of zij al dan niet zelfmoord pleegt, blijft in het ongewisse. Cupido's dalen neder en strooien rozen op haar graf.

## Naslagwerk
Price, Curtis, Dido and Aeneas, Norton Critical Scores, New York & London, 1986.

## Opnamen
- Dido and Aeneas o.l.v. Nicholas McGegan, Philharmonia Baroque, Harmonia Mundi
- Dido and Aeneas o.l.v. Jed Wentz, Musica ad Rhenum, Brilliant Classics
- Dido and Aeneas o.l.v. Trevor Pinnock, The English Concert and Choir, Archiv 1989
- Dido and Aeneas o.l.v. Maarten Michielsen, Koorproject Rotterdam, 1991
- Dido and Aeneas o.l.v. René Jacobs, Orchestra of the Age of Enlightenment, Clare College Chapel Choir, Harmonia Mundi
- Dido and Aeneas o.l.v. Teodor Currentzis, Simone Kermes, Musica Aeterna, New Siberian Singers, 2008